# Clubiona fusoidea
Clubiona fusoidea là một loài nhện trong họ Clubionidae.
Loài này thuộc chi Clubiona. Clubiona fusoidea được miêu tả năm 1992 bởi Zhang.